# Amy Tanner
Amy Eliza Tanner (1870 – 1956) foi uma psicóloga estadunidense.
Tanner concluiu seu doutorado em filosofia naUniversity of Chicago em 1898. Depois ela foi uma associada do departamento de filosofia desta universidade. Quatro anos depois ela se tornou professora de filosofia do Wilson College em Chambersburg, Pennsylvania.
Em 1907 Tanner se tornou uma "Honorary University Fellow" da Clark University, posição que ela manteve até 1916. Nesta universidade, ela investigou a mediunidade junto com o também psicólogo G. Stanley Hall. Ela escreveu o livro Studies in Spiritism (1910), no qual descreve os teste que ela e Hall desenvolveram em sessões espíritas com a médium Leonora Piper. Os testes de Hall e Tanner provaram que as supostas "personalidades" de Piper eram criações fictícias, não espíritos desencarnados.

## Publicações
- Studies of Spiritism. New York: Appleton. (1910)
- Glimpses at the Mind of a Waitress. The American Journal of Sociology, 13(1), 48–55. (1907)
- The Child: His Thinking, Feeling, and Doing. Chicago: Rand McNally. (1904)
- Association of Ideas: A Preliminary Study. Unpublished doctoral dissertation, University of Chicago, Chicago. (1900)